# Дођи и узми ме
Дођи и узми ме је трећи студијски албум Секе Алексић, издат 2005. године.

## Списак песама
1. Дођи и узми ме
2. Кад чујем корак твој
3. Искористи моје мане
4. Свиђа ми се твоја девојка
5. Моје прво неверство
6. Сви твоји милиони
7. Где сам ти ја
8. За љубав мобилна
9. Почетак краја
10. Отровница